# Natalia Henríquez Bravo
Natalia Henríquez Bravo (Santiago, 23 de octubre de 1988) es una capitán de bandada chilena. En 2025 se convirtió en la primera mujer piloto chilena en aterrizar en el Polo Sur.

## Biografía
Nacida en la comuna de Ñuñoa, Henríquez se interesó por volar desde niña, jugando videojuegos de Atari:
Había un juego que era de helicópteros y tenía que rescatar personas. Lo encontraba emocionante y me imaginaba que yo era la piloto rescatando personas y podía ayudarlas.
Con 18 años de edad, en 2007 ingresó a la Fuerza Aérea de Chile.Desde entonces, ha sido instructora de vuelo en la Escuela de Aviación Capitán Manuel Ávalos Prado,y como piloto de un MH-60M Black Hawk, sus principales destinaciones han sido el Grupo de Aviación N°9, el Grupo de Aviación N°2 y la Escuela de Aviación. Asimismo, Henríquez ha participado en misiones de rescate y evacuaciones aeromédicas. Adicionalmente, ha prestado apoyo en despliegues de la Macrozona Sur en ese país.
El 3 de enero de 2025, Henríquez se convirtió en la primera mujer piloto chilena en aterrizar en el Polo Sur a bordo de un helicóptero Black Hawk, en el marco de la expedición Estrella Polar III, liderada por el presidente de Chile de ese entonces, Gabriel Boric. Tras un año de preparación, Henríquez sobrevoló 1.129 kilómetros desde la base científica chilena Glaciar Unión hasta el Polo Sur.
Al momento de su histórica travesía, Henríquez contaba con dos mil horas de vuelo.